# Distrito de Huancayo

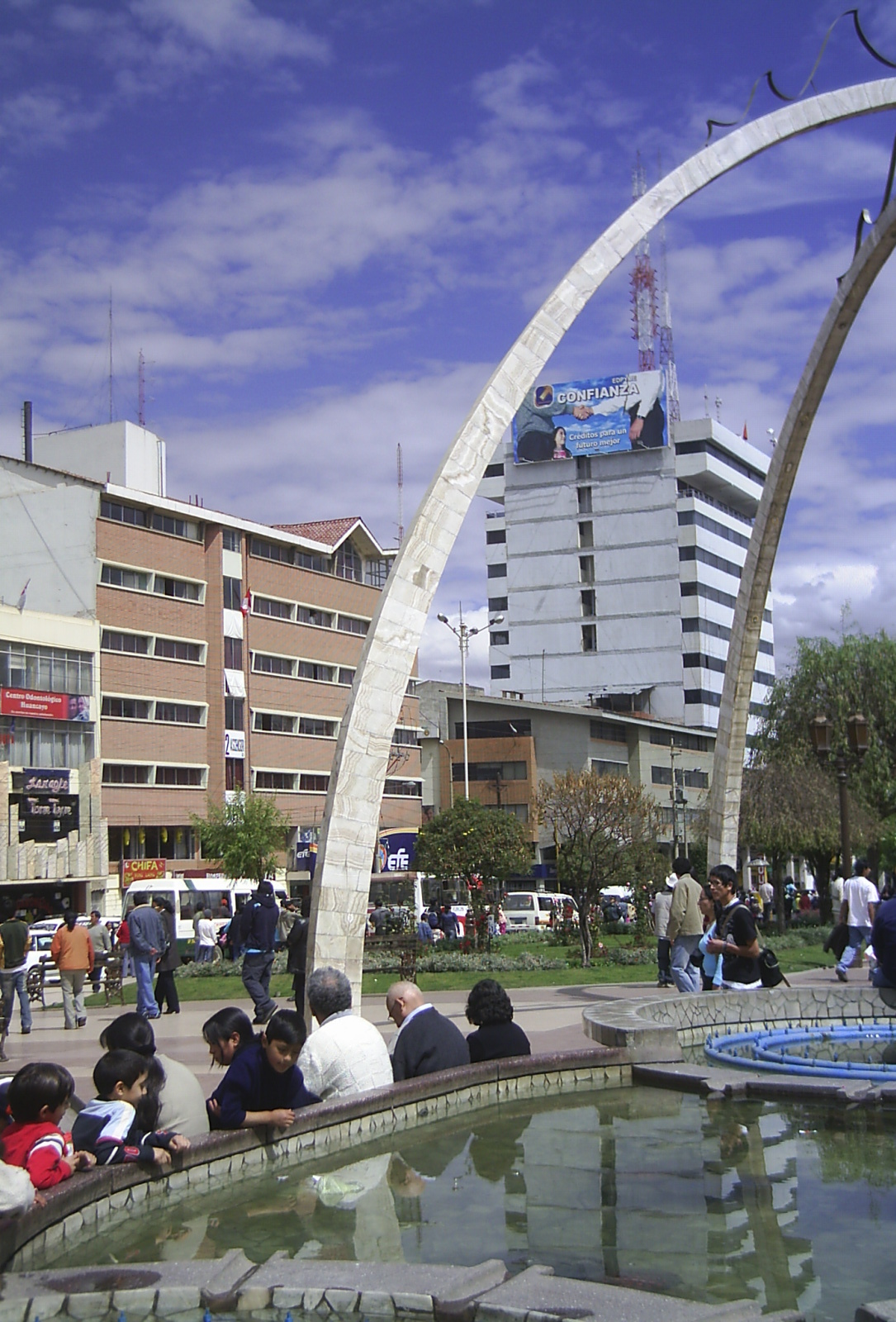
Centro de la ciudad de Huancayo

El distrito de Huancayo es uno de los veintiocho que conforman la Provincia de Huancayo, ubicada en el Departamento de Junín, bajo la administración del Gobierno Regional de Junín. Limita por el norte con el Distrito de El Tambo; por el este con el distrito de Pariahuanca; por el sur con los distritos de Chilca y Sapallanga así como con el Departamento de Huancavelica; y, por el oeste la provincia de Chupaca.
Desde el punto de vista jerárquico de la Iglesia católica forma parte de la Arquidiócesis de Huancayo.

## Historia
Este distrito fue creado por Ley sin número del 2 de enero de 1857, en el gobierno del Presidente Ramón Castilla.

## Geografía
Tiene un área de 237,55 kilómetros cuadrados.
- Ríos: Mantaro,

Tiene una gran fauna y una hermosa flora.

## Sectores
La zona urbana del distrito de Huancayo se compone de 7 sectores:
- Palián
- Chorrillos
- Torre Torre
- San Carlos
- Zona Monumental
- Ocopilla
- Cajas Chico
- La Rivera

## Población
El distrito de Huancayo tiene una población aproximada de 119 993 habitantes de acuerdo con INEI.

## Autoridades

### Municipales
- 2023-2026
  - Alcalde: Dennys Cuba Rivera

### Policiales
- Comisaría de Huancayo
  - Comisario: Cmdte. PNP Gonzalo Javier Checan Santillán

### Religiosas
- Parroquia del Sagrario
  - Párroco: Pbro. Walter Salazar Venegas.[5]

## Festividades[6]
- Febrero - abril: Carnavales
- Abril: Semana Santa
- Junio: Santísima Trinidad
- Julio: Santiago
- Octubre: Señor de los Milagros